# Postia johnstonii
Postia johnstonii är en svampart som först beskrevs av William Alphonso Murrill, och fick sitt nu gällande namn av Jülich 1982. Postia johnstonii ingår i släktet Postia och familjen Fomitopsidaceae.   Inga underarter finns listade i Catalogue of Life.